# بزمجه سنگی کیمبرلی
 بزمجه سنگی کیمبرلی(نام علمی: Varanus glauerti) نام یک گونه از سرده بزمجه است.